# 康沃爾和西德文礦區景觀
康沃爾和西德文礦區景觀（Cornwall and West Devon Mining Landscape）是英國的一處世界文化遺產，範圍包括了英國西南部自康沃爾郡至德文郡西部的數個礦山景觀。康沃爾和西德文礦區景觀是在2006年成為世界文化遺產的。這一地區在18世紀至19世紀時層開採銅 礦和錫礦，由於挖掘的礦脈較深，地標發生根本性變化。這一地區在19世紀初期曾生產世界三分之二的銅。在2011年，由於當局計劃重新開採礦山，並且在Hayle灣興建一個超市，世界遺產委員會在2014年將康沃爾和西德文礦區景觀列入瀕危遺產。

## 區域
被列為世界遺產的區域，包括康沃爾和西德文等地區：
- 聖賈斯特礦區（St Just Mining District）
- 海爾港（Port of Hayle）
- Tregonning鎮和格威尼爾礦區（Tregonning and Gwinear Mining District）
- 特瓦瓦斯鎮（Trewavas）
- 溫德龍礦區（Wendron Mining District）
- 坎伯恩和雷德魯斯礦區
- 風團佩弗爾（Wheal Peevor）
- 波特瑞斯港（Portreath Harbour）
- 格溫納普採礦區（Gwennap Mining District）
- 德沃蘭和沃薩爾鑄造廠（Devoran and Perran Foundry）
- 肯納爾谷（ Kennall Vale）
- 聖艾格尼絲礦區（St Agnes Mining District）
- 蘆薈谷（Luxulyan Valley）
- 查爾斯敦（Charlestown）
- 卡拉冬礦區（Caradon Mining District）
- 塔馬河（Tamar Valley）
- 塔維斯托克（Tavistock）